# Ferris Fain
Ferris Roy Fain (San Antonio, Texas, 29 de marzo de 1921-Georgetown, California, 18 de octubre de 2001), más conocido como Ferris Fain, fue un jugador profesional estadounidense de béisbol que se desempeñó en la posición de primera base en las Grandes Ligas de Béisbol (MLB).

## Carrera
Fain jugó como profesional seis temporadas en Philadelphia Athletics (1947-1952), después pasó a Chicago White Sox (1953-1954), luego a Detroit Tigers (1955), posteriormente a Cleveland Indians, donde jugó una temporada (1955), y fue el equipo en el que se retiró.

## Títulos
Fue campeón de bateo de la Liga Americana en dos oportunidades (1951 y 1952).